# Obligation d'entreprise
Une obligation d'entreprise est une obligation émise par une société privée dans le but d'obtenir un financement pour une raison ou une autre. En général les obligations d'entreprise offrent un rendement plus élevé que les obligations d'État. Le terme est parfois utilisé pour inclure toutes les obligations à l'exception de celles émises par les gouvernements dans leurs propres monnaies et inclurait donc les gouvernements qui émettent dans d'autres monnaies (comme le Mexique qui émet en dollars américains).

## Négociation des titres
Les obligations d'entreprises sont pour la plupart du temps cotées en OTC, mais certaines obligations sont cotées en bourse.